# 石坂惟寛
- 石坂惟寛
- 石阪惟寛

石坂 惟寛（いしざか いかん、天保11年2月22日（1840年3月25日） - 大正12年（1923年）7月29日）は、日本の幕末から明治にかけての医師、陸軍軍人（軍医官）。最終階級は陸軍軍医監（少将相当官）。幼名、逸蔵。

## 経歴
備前国（現岡山県）出身。赤松秀の二男として生れ、岡山藩医・石坂堅壮の養子となる。1860年（万延元年）9月、適塾に入門し西洋医学を学び、のちに岡山藩侍医となる。
1872年（明治5年）1月、陸軍軍医となり二等軍医副に任官。1875年（明治8年）11月、広島鎮台病院長に就任。1877年（明治10年）2月から10月まで西南戦争に出征。その後、陸軍本病院第1課長、大阪鎮台病院長、東京陸軍病院治療課長、陸軍軍医本部庶務課長、陸軍省医務局第1課長などを歴任し、1887年（明治20年）5月、軍医監に進級。同年5月から翌年12月まで陸軍軍医学舎長（後の陸軍軍医学校長）を務めた。
1888年（明治21年）12月、第1師団軍医部長兼衛生会議議長となり、1894年（明治27年）8月、軍医総監（少将相当官）に進級し第1軍軍医部長に発令され翌月から日清戦争に従軍した。1895年（明治28年）9月、台湾総督府陸軍局軍医部長となり、翌年1月まで務め5月から休職した。1896年（明治29年）12月、第4師団軍医部長として復帰した。
1897年（明治30年）3月、制度改正により軍医監（少将相当官）となった。
同年9月、陸軍省医務局長となり、翌年8月に休職した。1900年（明治33年）12月1日、後備役に編入され、1905年（明治38年）10月16日に退役した。墓所は多磨霊園。
なお、参考文献には貴族院議員を務めたとの記述があるが、『議会制度百年史 貴族院議員名鑑』などには記載が無く誤りと思われる。

## 家族
- 実父・赤松秀 ‐ 岡山藩士[6]
- 養父・石坂堅壮（石阪とも、1814－1899） ‐ 妻の父。岡山藩侍医、岡山医学校教授。石坂桑亀の養子。養父や小森桃塢らに師事し、倉敷で開業。明治10年日本で最初に肝吸虫(肝臓ジストマ)を発見。本姓は船曳。別名に秋朗、空洞。[6][7]
- 長男・石坂勤一郎‐ 東亜石油等役員。岳父に波多野尹政。二女・清子は籾山重幸の妻、三女・満子は陸軍軍医・用吉佐久馬（台北衛戍病院、姫路陸軍衛戍病院各院長）の養女。[8][6][9]
- 二男・石坂剛二郎 ‐ 岳父に京都市議・朝尾春直[6]
- 三男・石坂琢三郞
- 養子・石坂善次郎 ‐ 予備陸軍中将、遊就館長。娘婿に額田坦、松村知勝。[10][1]

## 栄典
位階
- 1894年（明治27年）10月10日 - 正五位[11]
- 1901年（明治34年）1月31日 - 従四位[12]

勲章等
- 1885年（明治18年）11月19日 - 勲三等旭日中綬章[13]
- 1889年（明治22年）11月29日 - 大日本帝国憲法発布記念章[14]
- 1890年（明治23年）5月22日 - 日本赤十字社特別社員章[15]
- 1891年（明治24年）4月21日 - 日本赤十字社有功章・日本赤十字社社長賞記[16]
- 1895年（明治28年）8月20日 - 勲二等旭日重光章[17]

## 著書
- 手稿『鞍頭日録 - 明治十年西南役』